# دايتشي سانكيو
شركة دايتشي سانكيو الدوائية المحدودة(باليابانية:第一三共株式会社) هي شركة أدوية عالمية وثاني أكبر شركة أدوية في اليابان . حققت إيرادات بلغت 1,148.2 مليار ين ياباني في عام 2013. تمتلك الشركة شركة التكنولوجيا الحيوية الأمريكية بليكسيسكون، وشركة التكنولوجيا الحيوية الألمانية يو3 فارما، وقد باعت مؤخرًا مختبرات رانباكسي في الهند.

## المنتجات
هذه ليست قائمة شاملة، وتشمل بعض منتجات الشركة:

### أدوية الأورام

##### Enhertu (تراستوزوماب ديروكستيكان)
تستخدم Enhertu لعلاج أنواع محددة من سرطان الثدي. يعمل الدواء عن طريق استهداف الخلايا السرطانية التي تحمل جين HER2 الزائد. قد تتضمن تأثيراته الجانبية الغثيان والتعب.

##### Turalio (بيسيتينيب)
Turalio يُستخدم لعلاج انتفاخ الأنسجة الناجم عن اضطرابات تكاثر الخلايا الجذعية. يعمل الدواء من خلال منع نشاط إنزيم محدد يساهم في نمو الأنسجة غير الطبيعية. تأثيرات جانبية محتملة تشمل الدوار والإسهال.

##### Vanflyta (كويزاتينيب)
تستخدم Vanflyta لعلاج أنواع محددة من سرطان الدم. يعمل الدواء عن طريق تثبيط نشاط البروتينات التي تلعب دورًا في نمو الخلايا السرطانية. تأثيرات جانبية محتملة تشمل ارتفاع ضغط الدم والصداع.

##### Zelboraf (فيمورافينيب)
يستخدم Zelboraf لعلاج أنواع معينة من سرطان الجلد المتقدم. يعمل الدواء من خلال تثبيط نشاط البروتينات التي تشجع على نمو الخلايا السرطانية. تأثيرات جانبية محتملة تشمل الحساسية الجلدية والتهاب القولون.

### أدوية القلب والأوعية الدموية

##### Benicar (أميسارتان)
تستخدم Benicar لعلاج ارتفاع ضغط الدم. يعمل الدواء من خلال توسيع الأوعية الدموية لتسهيل تدفق الدم. تأثيرات جانبية محتملة تشمل الدوار وآلام البطن.

##### Effient (براساغريل)
تستخدم Effient لتقليل خطر حدوث جلطات الدم في القلب والأوعية الدموية. يعمل الدواء من خلال منع تجلط الصفيحات والحفاظ على تدفق الدم. تأثيرات جانبية محتملة تشمل النزيف وصعوبة التنفس.

##### Lixiana/Savaysa (إيدوكسابان)
يستخدم Lixiana/Savaysa لمنع تجلط الدم والجلطات الدموية. يعمل الدواء من خلال تثبيط عامل تخثر الدم الثرومبين. تأثيرات جانبية محتملة تشمل النزيف وآلام البطن.

##### Minnebro (آيزوريكساب)
تستخدم Minnebro لعلاج فرط الكوليسترول وتقليل مستوياته في الدم. يعمل الدواء من خلال تثبيط إنزيم يساهم في إنتاج الكوليسترول. تأثيرات جانبية محتملة تشمل الألم العضلي والإسهال.

##### Nilemdo (حمض بيمبيدويك)
تستخدم Nilemdo لعلاج فرط الكوليسترول وتقليل مستوياته في الدم. يعمل الدواء من خلال تثبيط إنزيم يساهم في إنتاج الكوليسترول. تأثيرات جانبية محتملة تشمل الغثيان وآلام البطن.

## وصلات خارجية
- الموقع الرسمي للدايتشي سانكيو في اليابان
- الموقع الرسمي العالمي للدايتشي سانكيو
- daiichisankyojp على تويتر.
- دايتشي سانكيو  على فيسبوك.
- دايتشي سانكيو على إنستغرام